# Anwendung des Esperanto
Die Anwendung des Esperanto findet überwiegend im privaten Rahmen innerhalb der Esperanto-Sprachgemeinschaft statt. Außerhalb dieses privaten Rahmens wird die Plansprache nur vereinzelt angewendet, so bieten einige Staaten auch Radio-Programme oder Broschüren in Esperanto an.

## Trivia
Für Esperantosprecher werden lokale, nationale und internationale Kongresse, Seminare, Kulturveranstaltungen und Feste angeboten. Darüber hinaus sind Internetforen und Chaträume auf Esperanto verfügbar.
Ein internationaler Gastgeberdienst namens Pasporta Servo informiert über Esperantosprecher, die bereit sind, andere Esperantosprecher kostenlos für eine kurze Zeit bei sich übernachten zu lassen. Brieffreundschaften auf Esperanto vermitteln beispielsweise der Korrespondenzdienst Koresponda Servo Mondskala und Edukado.net. Weit wichtiger als Brieffreundschaften ist heute aber die Kommunikation per Internet über E-Mail, Mailingliste oder Voice over IP.

## Literatur auf Esperanto

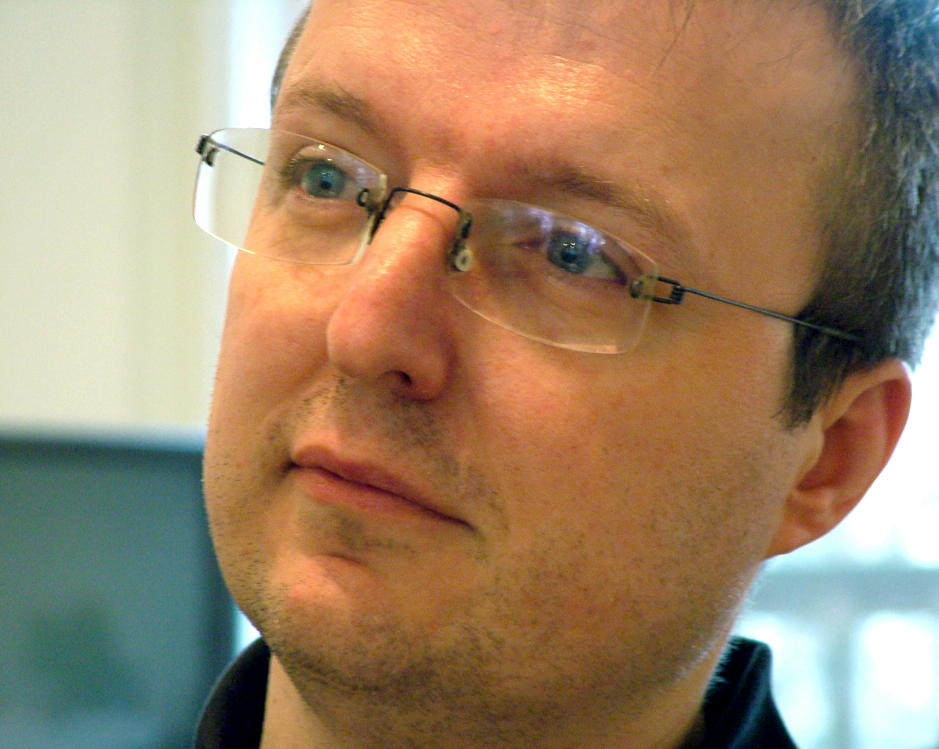
Jorge Camacho, einer der bedeutendsten jüngeren Esperanto-Literaten, Rotterdam 2007

## Religion

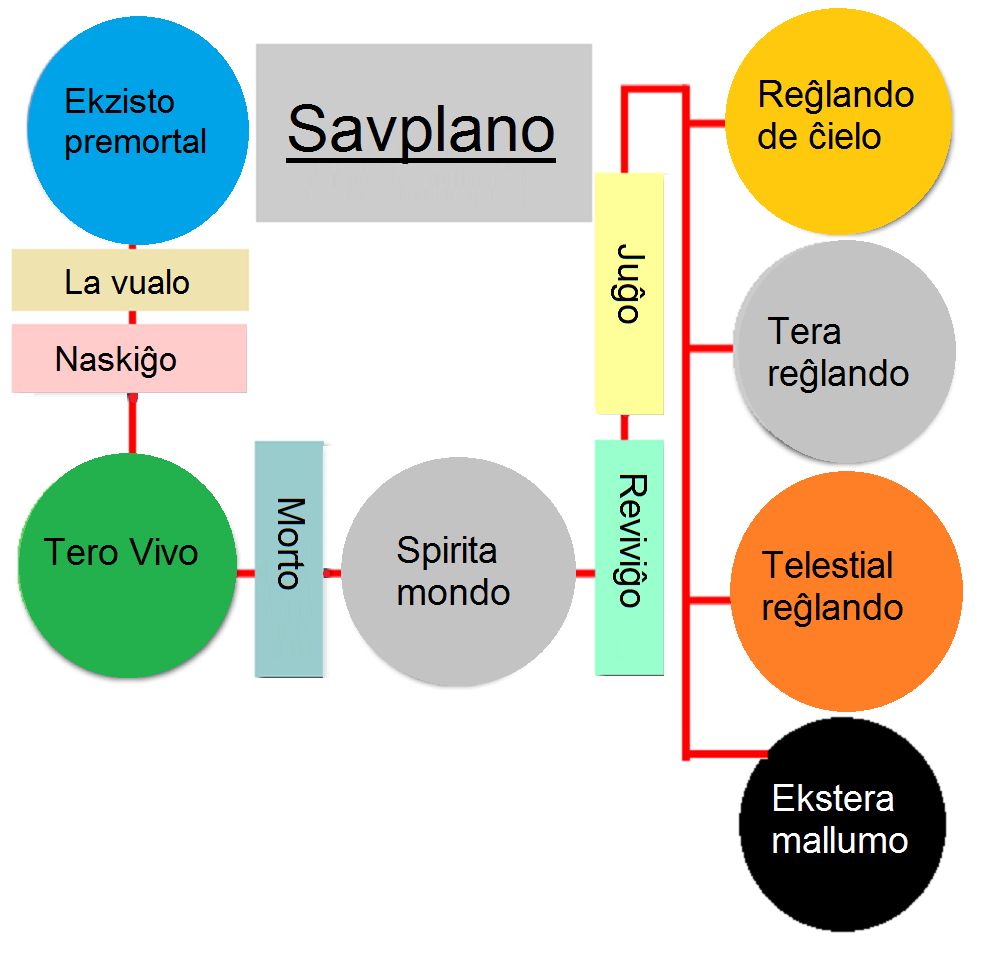
Der Plan der Erlösung auf Esperanto